# 長野県道391号岩本里穂刈線
長野県道391号岩本里穂刈線（ながのけんどう391ごう いわもとさとほかりせん）は、長野県長野市を走る一般県道。

## 概要

### 路線データ
- 起点：長野市信州新町信級（長野県道393号小島信濃木崎停車場線交点）
- 終点：長野市信州新町里穂刈（国道19号交点）

## 交差・接続する道路
- 長野県道393号小島信濃木崎停車場線 - 長野市信州新町信級（起点）
- 国道19号 - 長野市信州新町里穂刈（終点）